# Єлесня
Єлесня (пол. Jeleśnia) — село в Польщі, у гміні Єлесня Живецького повіту Сілезького воєводства.
Населення — 4043 особи (2011).
У 1975-1998 роках село належало до Бельського воєводства.

## Демографія
Демографічна структура станом на 31 березня 2011 року:
|          | Загалом | Допрацездатний вік | Працездатний вік | Постпрацездатний вік |
| -------- | ------- | ------------------ | ---------------- | -------------------- |
| Чоловіки | 1982    | 402                | 1353             | 227                  |
| Жінки    | 2061    | 400                | 1182             | 479                  |
| Разом    | 4043    | 802                | 2535             | 706                  |